# سرو (بز)
سِرو (نام علمی: Capricornis) (انگلیسی:Serow) نام یک سرده از زیرخانواده بزسانان است.

## گونه‌ها
- سرو ژاپنی،  Capricornis crispus
- سرو تایوانی،  Capricornis swinhoei
- Sumatran serow, Capricornis sumatraensis
- سرو چینی،  Capricornis milneedwardsii
- سرو سرخ،  Capricornis rubidus
- سرو هیمالیایی،  Capricornis thar